# 半高野帚
半高野帚（学名：Pertya simozawai）为菊科高野帚屬下的一个种。